# Кунигунда Ростиславна
Кунигунда од Галича (1245 – 9. септембар 1285) је била чешка краљица (1261-1278), друга супруга Отакара II Пшемисла.

## Биографија
Рођена је у Кијевској Русији, на поседима свога деде Михајла Черниговског. Деда јој је био велики кнез Кијева, збачен од стране Монгола. Отац јој је био Ростислав Михаилович, који ће касније ступити у службу угарског краља Беле и владати Београдом и Славонијом. Мајка јој је била Белина ћерка Ана. Након смрти Михајла Черниговског, Ростислав се са породицом склонио у Угарску, у долину Дунава где су живели Срби. Године 1256. понео је титулу бугарског цара, али је није успео одржати. Кунигунда је удата за Отакара II по жељи свог деде Беле. Брак је био политички и служио је за учвршћење мировног споразума. Закључен је у Пресбургу (данашња Братислава) 25. октобра 1261. године. Отакаров претходни брак са Маргаретом Аустријском је поништен. Кунигунда је Отакару родила више деце, укључујући и:
- Кунигунда Чешка (јануар 1265. - 27. новембар 1321), удата за Болеслава II од Мазовије.
- Агнеса Чешка (5. септембар 1269. - 17. мај 1296), удата за Рудолфа II Аустријског.
- Вацлав II (17. септембар 1271. - 21. јун 1305)

Споразум Угарске и Чешке трајао је следећих десет година, све до доласка Кунигундиног ујака Стефана на власт. Отакар је 1278. године покушао да поврати земље које му је отео немачки цар Рудолф I. У бици на Моравском пољу он је убијен 16. августа 1278. године. Кунигунда се након мужевљеве смрти преудала за Завиша од Фалкенштајна, најмоћнијег угарског племића. Умрла је после неколико месеци. Завиш се поново оженио Јелисаветом Арпад. Убијен је 24. августа 1290. године, након чега се Јелисавета преудала за српског краља Милутина.